# Ái lan lá rộng
Ái lan lá rộng (danh pháp khoa học: Crepidium ophrydis) là một loài thực vật có hoa trong họ Lan. Loài này được (J.König) Seidenf. mô tả khoa học đầu tiên năm 1997.

## Hình ảnh

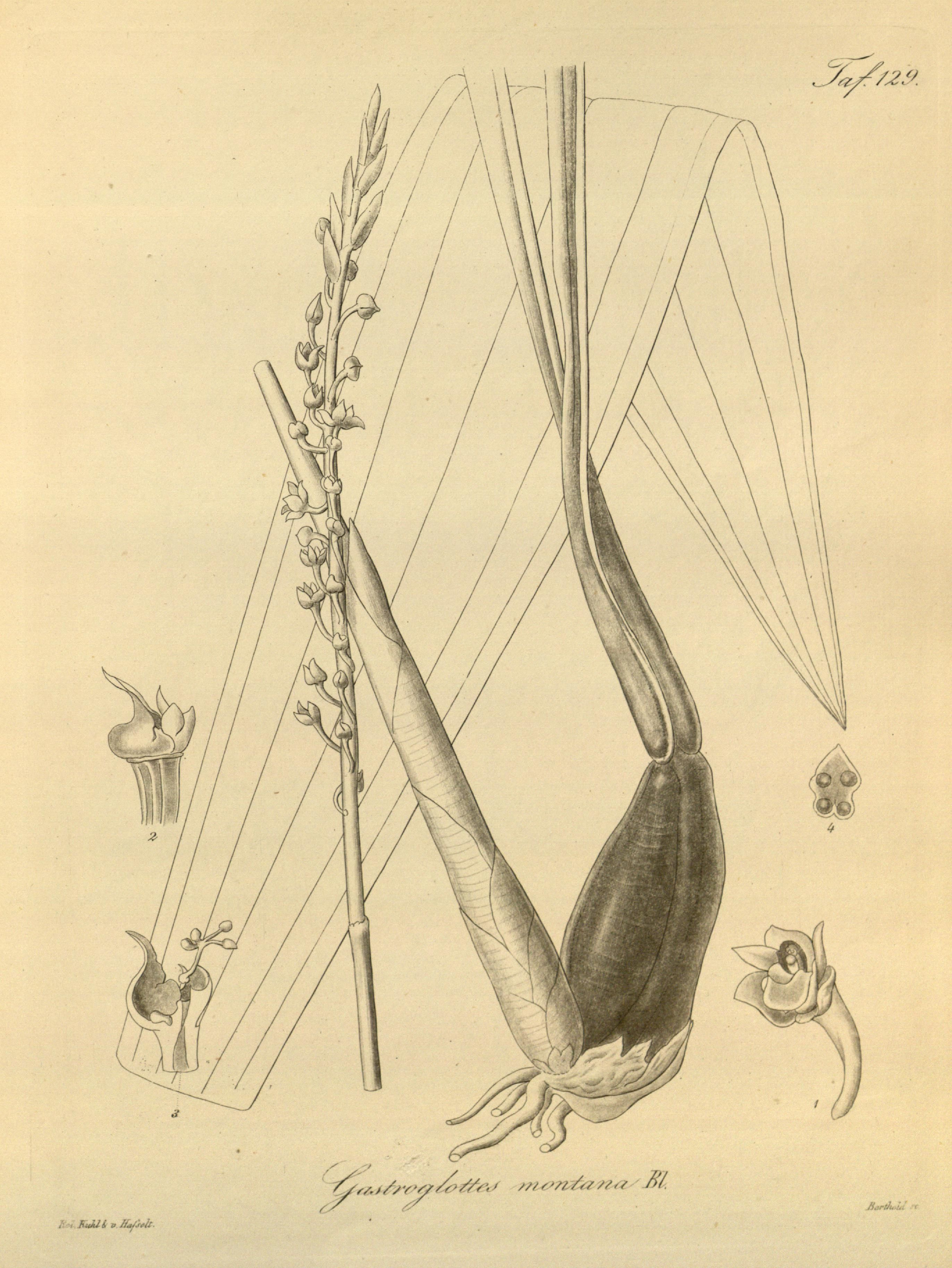